# Gobernación de Mesena
Mesena (en árabe, محافظة ديالى) es una de las dieciocho gobernaciones que conforman la república de Irak. Su capital es Amara. Ubicada al este del país, limita al norte con Wasit, al noreste y este con Irán, al sur con Basora y al oeste con Di Car. Con 971 400 habs. en 2011 es la segunda gobernación menos poblada, por delante de Mutana.

## Personas
- Abdul Jabbar Abdullah
- Abud Qanbar

- Datos: Q213170
- Multimedia: Maysan Governorate / Q213170